# Banda Bostik

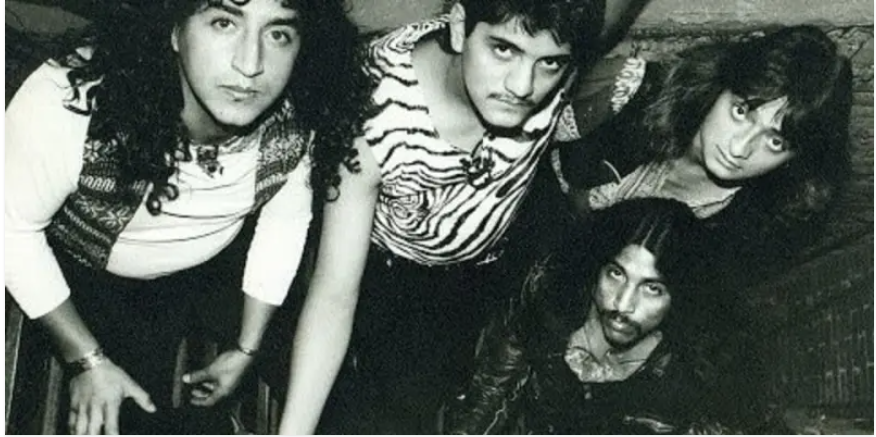
BANDA BOSTIK

Banda Bostik es una banda de Rock  mexicano formada en la colonia La Blanca Tlalnepantla, Estado de México.

## Origen del nombre
¿Por qué el nombre “Bostik”?, me había preguntado. Imaginé un juego de palabras. En ‘83, el grupo en ciernes ensayaba sobre una azotea para tocar en eventos sociales. En el ocioso esfuerzo de encontrar un nombre vieron el logo del impermeabilizante de ese techo: “Bostik, the Adhesive Company”. Al rato subió el dueño de aquella casa, el mismo que les daba trabajo: ¿cómo les pongo? «Respondimos “Bostik” —recuerda Guadaña—. No es correcto ensayaban en una casa donde les prestaban el equipo y como en esa colonia escaseaba el agua, tenían botes de 200 litros los cuales eran de la compañía Bostik impermebilizantes y adhesivos. 

## Historia
El grupo fue formado en una bodega la cual contenía cajas de resinas e impermeabilizantes de marca Bostik, donde tomaron el nombre. Algunas canciones están basadas en experiencias que tuvo cada uno de los integrantes.
En el año 1987 sale su primer disco de nombre Abran esa puerta que contiene temas como "Viajero" y "Tlatelolco", uno de los más vendidos.
Para 1988 sale a la venta su segundo disco Rock de la banda para la banda en esta producción ellos se consolidan como uno de los grupos en la escena del Rock subterráneo. Después sale a la venta un disco en vivo "Capturados" en 1989 que fue grabado en el Penal de Barrientos.
En 1992 sale el disco Del Barrio, que contiene temas como "Ladrón del Barrio", "Así está bien" y "Perdido", que habla de vivencias personales y de muchos chavos en zonas marginadas del D.F. En 1996 salió En El Camino bajo el sello discográfico BMG Culebra.En 1997 graban en vivo 2 discos "Viva México Cab"...volumen 1 y 2 esta vez bajo la disquera Denver.
En el 2000 regresan a Discos Denver con el disco Hipotecados y con 2 discos en vivo: Ataca de nuevo Volúmenes 1 y 2. Los 2 discos en vivo fueron lanzados en VHS con el video del concierto y después fueron lanzados en DVD en el 2003.
En el año 2004 salió a la venta su último disco de nombre Genoma humano.
El grupo musical al igual que otros del mismo género, realiza sus conciertos en lugares populosos y barrios marginales de la capital mexicana, cuya población es la que mayormente escucha este tipo de música, el Estado de México, Hidalgo entre otros del interior del país así como en Estados Unidos y España son los lugares en que más se presentan. Bandas como Juanetes, Morrison, Los Pícaros, Rings and wing o Shut up !! han declarado que es un honor haber conocido o tocado junto a esta banda.
Jonathan Manuel Zúñiga, bajista de la Banda Bostik, lamentablemente falleció en un accidente automovilístico el sábado 8 de junio de 2013 a las 19:30 horas, a la altura del kilómetro 89.5 de la carretera Salamanca-Irapuato, mientras se dirigían a León para presentarse en un concierto. Fue trasladado a la Ciudad de México donde fue cremado y entregado a su familia.

### Carácter  de las letras de la banda
La letra de sus canciones hace referencia a vivencias de algunos de sus integrantes, como ellos mismos han mencionado; también reflejan problemas sociales de sectores marginados de la población mexicana, describiendo explícitamente situaciones complejas, como son: alcoholismo, robo, migración a Estados Unidos, dependencia emocional en la pareja que termina en suicidio y drogadicción, entre otras. Hay temas que recuerdan sucesos de la historia mexicana, como "Tlatelolco", o del pasado más antiguo como  "Guerrero Azteca".
Utilizan un lenguaje comprensible a la población marginada de México, que aparte de describir experiencias, muchas veces invita a reflexionar, y en algunas otras a cambiar aspectos negativos de la personalidad, como en las canciones "Dolor de madre" y "Reflexiones".

## Colaboraciones
Bostik ha colaborado con diversas bandas del mismo movimiento, tanto nacionales e internacionales.

## Integrantes

### Integrantes actuales
- "El Guadaña Jr.": Voz.( - fallecido en 2025)
- Eduardo Cruz Martínez "Lalo Blues": Guitarra y coros.  - (1983-actualidad)
- Fernando Mendoza "El Fer": Batería. - (1983 - 1995) (2013 - actualidad)
- Ricardo Zepeda "Pitillo": Saxofón y Flauta Transversal. - (2000 - actualidad)
- Enrique García "Ponchito": Bajo. - (2016 - actualidad)

### Integrantes Anteriores
- David Lerma "El Guadaña"   Voz. - (1983 -  fallecido en 2025)
- Carlos Godínez "Charlie Bostik": Bajo y Coros. - (1983 - 2000) (2013 - 2015)
- Jonathan Zúñiga: Bajo - (2000- fallecido en 2013)
- Alan Méndez "El Pillo": Batería. - (1995 - 2013)
- Arturo Labastida "El Papayo": Saxofón. - (1995-2002)
- Graciela Salzar: Corista. - (2000-2002)
- Luis Bonilla "El Bony": 2a. Voz.
- Michell Tapia

## Discografía
- Abran esa Puerta (1987)
- Rock de la Banda para la Banda (1988)
- Capturados (1989) (Audio en Vivo)  [Desde el Reclusorio Barrientos]
- En Pie de Guerra (1989)
- Del Barrio (1992)
- Viva México Cabrones Vol. 1 y 2 (1995) (Audio en Vivo)
- En el Camino (1996)
- Hipotecados (2000)
- 15 Éxitos (2000) (Recopilatorio)
- Banda Bostik Ataca de Nuevo Vol. 1 y 2 (2001) (Audio y Video en Vivo)  [Desde el Deportivo Tlalli, Tlalnepantla]
- Genoma Humano (2004)
- 20 Aniversario Rock de la Banda para la Banda (2004) (Audio en Vivo)
- Trascendencia (2019)

## Entrevistas
- El 9 de agosto de 2009 el "Guadaña" y "Lalo Blues"  fueron entrevistados por el periodista Ulysses Ozaeta y aparecieron en uno de los programas radiales en español más escuchados de Los Ángeles, California, USA